# Manazuru (1934)
El Manazuru (真鶴?) fue el segundo torpedero japonés de la clase Chidori. Sirvió en la Armada Imperial Japonesa durante la Segunda Guerra Mundial.

## Historia
Al igual que el resto de miembros de su clase, experimentó profundas reformas tras el incidente Tomozuru, que redujeron su potencia de fuego pero mejoraron su navegabilidad. 
Su primera misión de combate fue el apoyo a la invasión de Bataán, para dedicarse posteriormente a la escolta de convoyes durante la mayor parte de la guerra, dado que pese a ser clasificado como torpedero, podía realizar las labores de destructor de escolta.
Un ataque aéreo de la Task Force 58 estadounidense fue la causa de su hundimiento el 1 de marzo de 1945 en Naha (Okinawa), en la posición 26°17′N 127°35′E / 26.283, 127.583.